# Boughéra El Ouafi

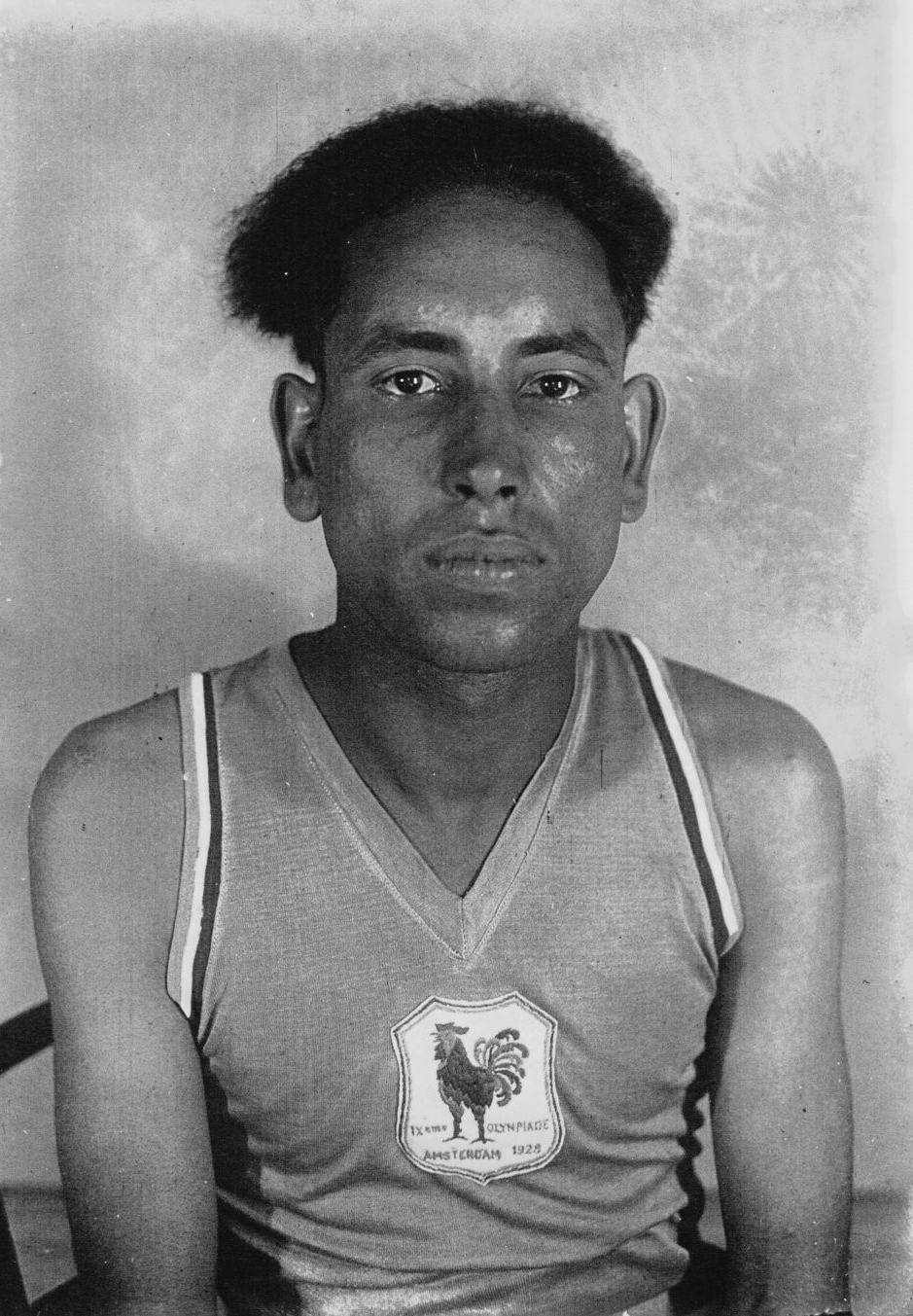
Boughéra El Ouafi (1928)

Boughéra El Ouafi (* 15. Oktober 1898 in Ouled Djellal; † 18. Oktober 1959 in St. Denis) war ein algerischer Leichtathlet. 1928 gewann er bei den Olympischen Spielen für Frankreich die Goldmedaille im Marathonlauf.
El Ouafi wurde in der Nähe der Stadt Ouled Djellal geboren. Dort schloss er sich dem französischen Militärregiment an, das die koloniale Herrschaft Frankreichs in Algerien sicherte. Einer seiner vorgesetzten Offiziere erkannte El Ouafis sportliches Talent und sandte ihn zu einem militärischen Sportwettkampf nach Frankreich. El Ouafi hinterließ dort einen guten Eindruck, und man erlaubte ihm, sich an der Qualifikation für die Olympischen Spiele 1924 in Paris zu beteiligen.
El Ouafi gelang die Qualifikation und in seinem ersten olympischen Marathon belegte er den siebten Platz. Dieses gute Ergebnis ermöglichte es ihm, sich für die Olympischen Spiele 1928 in Amsterdam besser vorzubereiten. Im olympischen Rennen hielt er sich für drei Viertel der Strecke hinter den führenden Läufern. Erst fünf Kilometer vor dem Ziel überholte er seine Konkurrenten und überquerte schließlich als Erster die Ziellinie, 26 Sekunden vor dem Zweitplatzierten Manuel Plaza aus Chile.
Nach seinem überraschenden Sieg tourte El Ouafi durch die USA. Durch die Einnahmen, die er dabei erzielte, verlor er jedoch seinen Amateurstatus und konnte nicht mehr an Sportwettkämpfen teilnehmen. El Ouafi eröffnete ein Café in Paris und verschwand weitgehend aus dem Blickwinkel der Öffentlichkeit. Erst als bei den Olympischen Spielen 1956 in Melbourne mit Alain Mimoun ein weiterer Algerier den Marathonlauf gewann, machte sich ein Reporter auf die Suche nach El Ouafi und fand ihn verarmt wieder.
El Ouafi wurde drei Tage nach seinem 61. Geburtstag von Mitgliedern der algerischen Befreiungsbewegung FLN ermordet, möglicherweise weil er sich geweigert hatte, sie in ihrem Kampf zu unterstützen.